# Narragansett (langue)
Pour les articles homonymes, voir Narragansett (homonymie).
Le narragansett est une langue algonquienne de la branche centrale parlée dans l'État de Rhode Island, parfois classée comme un dialecte du mohegan ou du massachusett. La langue est éteinte.

## Connaissance de la langue
La langue est connue par un ouvrage publié en 1643, A Key Into the Language of America, de Roger Williams. Nous possédons aussi des listes manuscrites de vocabulaire : celle d'un prêtre, Ezra Stiles, datant de la fin du XVIIIe siècle, ainsi qu'une liste de Gatschet.